# Ronald Duncan
Ronald Duncan född 1913 i Zimbabwe, död 3 juni 1982 i Barnstaple, England, var en engelsk manusförfattare.

## Filmmanus i urval
- 1968 - Girl on a Motorcycle